# Куберт, Шерил
Ше́рил Ку́берт (англ. Cheryl Kubert; 20 мая 1940 года — 25 апреля 1989 года) — американская фотомодель.

## Биография
Начала свою карьеру в качестве актрисы в 1957 году, сыграв небольшую роль в фильме «Приятель Джои». В феврале 1958 года снялась для журнала Playboy, она была сфотографирована Марио Касилли (1931—2002).
Шерил Куберт не стало 25 апреля 1989 года — 48-летняя модель и актриса покончила с собой.